# China Grove (Teksas)
China Grove je gradić u američkoj saveznoj državi Teksas. Prema popisu stanovništva iz 2010. u njemu je živjelo 1.179 stanovnika.